# Jolanta Prūsienė
Jolanta Prūsienė (Kaunas, Litouwse SSR, Sovjet-Unie, 30 november 1965) is een Litouws voormalig professioneel tafeltennisster.
Zij nam namens Litouwen deel aan de Olympische Zomerspelen 2000 maar won daar geen medailles.

## Belangrijkste resultaten
- Brons in het vrouwen dubbelspel op de Europese kampioenschappen 1994 met Rūta Garkauskaitė.
- Brons in het vrouwen dubbelspel op de Europese kampioenschappen 1996 met Rūta Garkauskaitė.
- Brons in het vrouwen dubbelspel op de Europese kampioenschappen 2002 met Rūta Garkauskaitė.